# ماو ماو: أبطال وادي القلب الطيب
ماو ماو: أبطال وادي القلب الطيب أو ماو ماو وأبطال وادي القلب الطيب (بالإنجليزية: Mao Mao: Heroes of Pure Heart) هو مسلسل رسوم متحركة أمريكي من إنتاج شركة كرتون نتورك ستوديوز وتيتمويز، يحكي قصة ثلاث أصدقاء مقربين يسكنون في مملكة تدعى «وادي القلب الطيب» وينقذوها من الأشرار الذين يهاجمون عليها.

## الشخصيات
الشخصيات الرئيسية
ماو ماو: هو قط أسود اللون جاد للغاية يرتدي رداءًا أحمر اللون وهو قائد أصدقائه، دائمًا ما يركز على التدريب على القتال وحماية مملكة وادي القلب الطيب ويحارب بواسطة سيف يكون معه في كل مكان.
خفوشة: هي خفاش أزرق مرحة ومبتسمة دائما وأيجابية جدا وتعتبر ماو ماو مثالا لها بأمور القتال وأتخاذ القرارات، خفوشة تمتلك قدما واحدة بينما الأخرى مقطوعة فوضعت بدلها خشبة قرصان، يوجد على وسط خفوشة قلب أصفر اللون.
بدر الوفي: هو دب قطبي ذو عصابة عين سوداء على إحدى عينيه، يمتلك بدر آلة قتال وأطلاق ليزر بدلا من يده اليمنى وهو دائما ما يكون جائعا ويحب الطعام بشدة، وهو دب مكون نصفه من آلي والنصف الآخر دب.
الشخصيات الثانوية
قراصنة الفضاء: هي عصابة مكونة من أربعة أعضاء يترأسها أفعى كوبرا آلي ضخم وهم يهدفون للسيطرة على ياقوتة القلب الطيب وهم أعداء ماو ماو الألداء.

## الأصوات العربية
دُبلج في أستوديوهات مصرية ميديا المصرية، وغُيرت مُعظم الأسماء إلى الأسماء العربية.

## الجوائز
في عام 2021، فاز البرنامج بجائزة إيمي للأداء.

## وصلات خارجية
- ماو ماو: أبطال وادي القلب الطيب على موقع IMDb (الإنجليزية)
- ماو ماو: أبطال وادي القلب الطيب على موقع ميوزك برينز (الإنجليزية)
- ماو ماو: أبطال وادي القلب الطيب على موقع كينوبويسك (الروسية)
- ماو ماو: أبطال وادي القلب الطيب على موقع ألو سيني (الفرنسية)
- ماو ماو: أبطال وادي القلب الطيب على موقع قاعدة بيانات الفيلم (الإنجليزية)